# Venere e Satiro con due amorini
Venere e Satiro con due amorini è un dipinto olio su tela (112x142 cm) di Annibale Carracci, databile al 1588-1590 circa e conservata nella Galleria degli Uffizi. L'opera è nota anche come La Baccante.

## Storia

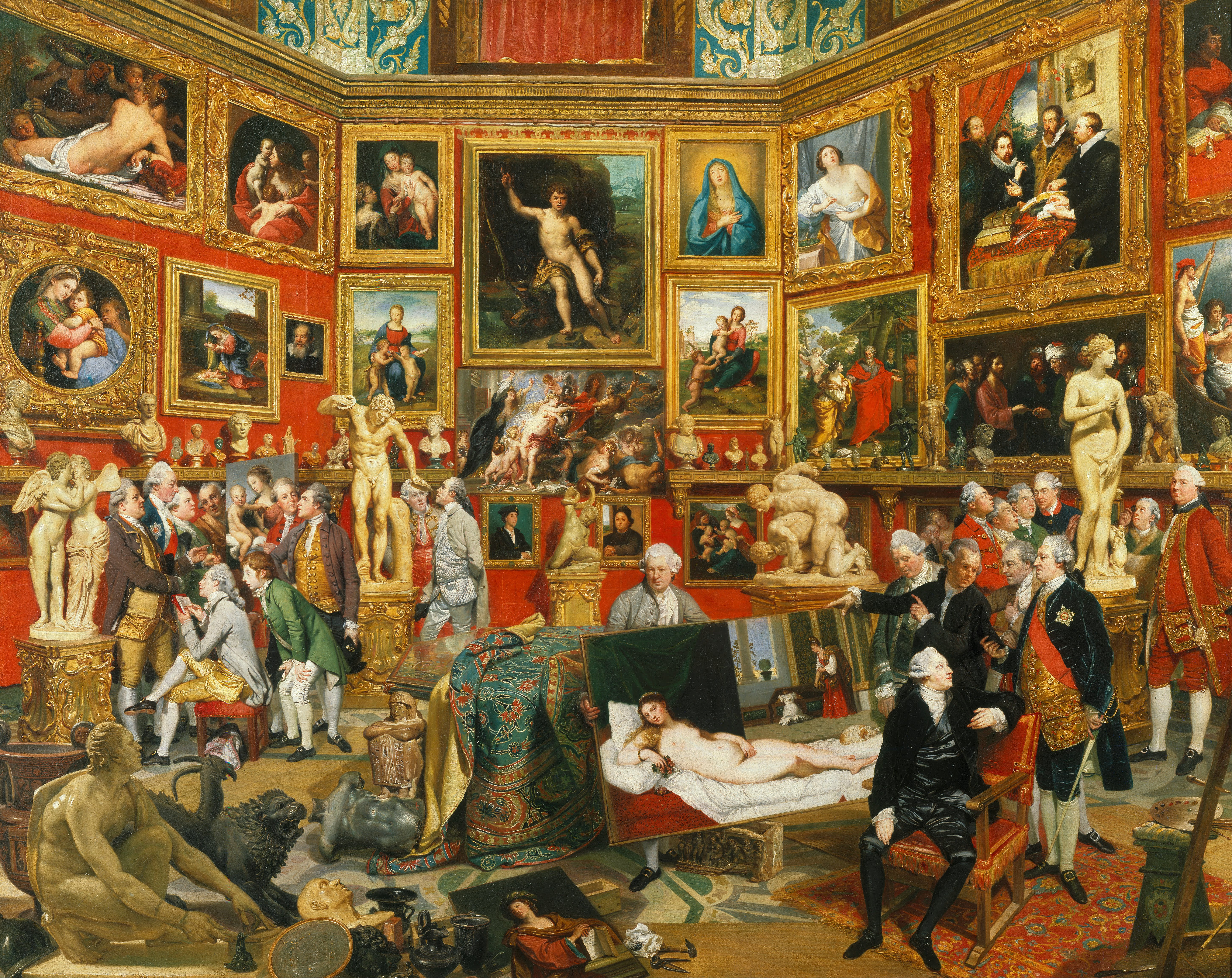
Johan Joseph Zoffany, La Tribuna degli Uffizi, 1772-1778, Windsor Castle, Royal Collection

La tela fu venduta nel 1620 da tale Camillo Bolognetti, gentiluomo bolognese, ad un emissario del Granduca di Toscana.
Approdato a Firenze, il dipinto è sempre rimasto nelle collezioni medicee, dove venne ritenuto degno di essere esposto nella Tribuna degli Uffizi, collocazione riservata alle opere più insigni di proprietà dei Medici.
La Venere del Carracci compare infatti nel dipinto di Johan Joseph Zoffany che raffigura questo ambiente: è in alto a sinistra, a fianco alla Carità di Guido Reni e sopra la Madonna della Seggiola di Raffaello.
Non si è in possesso di notizie antecedenti alla vendita del 1620, quindi incerta è la datazione dell'opera. Tuttavia, la forte influenza veneta che caratterizza la Venere degli Uffizi indica come collocazione temporale più plausibile la fine del nono decennio del Cinquecento, quando Annibale aveva da poco soggiornato a Venezia.
A causa della carica erotica che pervade il dipinto, esso, nel corso del Settecento, venne coperto con un'altra tela, usata a mo' di schermo, rimossa solo ad inizio Ottocento.

## Descrizione e significato iconografico

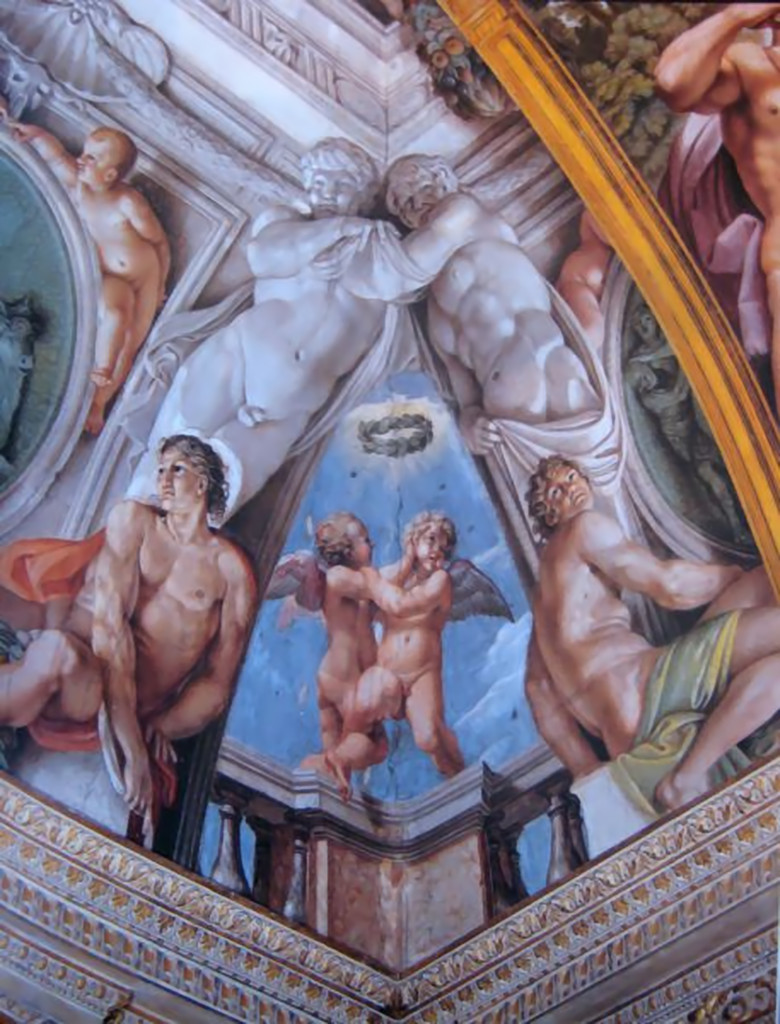
Annibale Carracci, Eros e Anteros, 1597-1601, Roma, Palazzo Farnese, dettaglio degli affreschi della Galleria Farnese

Data l'esplicita sensualità del dipinto, dovuta alla nudità della dea, le cui natiche sono ben visibili sul primissimo piano della tela, nell'opera si è scorta una chiara allusione sessuale, ulteriormente sottolineata dal contrasto tra le forme opulente e rosate di Venere con quelle brune del satiro, a sua volta emblema di istintualità erotica, cui si associa anche l'offerta di una coppa d'uva, che egli porge alla dea, frutto dionisiaco per eccellenza.
Si tratta di temi ricorrenti nei quadri "da camera", destinati agli ambienti strettamente privati delle abitazioni signorili e spesso caratterizzati da temi di contenuto erotico, per il diletto del padrone di casa.
Benché sia difficilmente dubitabile che il dipinto abbia anche questa valenza, in esso si è colto, allo stesso tempo, un sottotesto morale.
Si osserva, infatti, che la dea si sottrae all'approccio del satiro ed anzi si copre pudicamente con un panno bianco. Ma è soprattutto l'azione dei due putti che disvela questo aspetto edificante.
Infatti, mentre quello in basso a sinistra abbranca una coscia di Venere – quasi a dar manforte all'assalto del satiro – e tira fuori la lingua in una posa lasciva (ma anche un po' comica), l'altro, in alto a destra, sopraggiunge in volo ed afferra il satiro per le corna arrestandone lo slancio.
I due putti, quindi, altri non sono che Eros e Anteros, in perenne conflitto tra loro, come per l'appunto è continua la lotta tra i “bassi” istinti del corpo e delle passioni (Eros) e gli alti afflati dell'amore spirituale e virtuoso (Anteros). Ovviamente, come impone la morale del tempo, la palma della vittoria è destinata ad Anteros, che infatti sta per coronare Venere con una ghirlanda.
La Venere di questo dipinto va quindi intesa come Venere Celeste, cioè quella sfaccettatura della dea che incarna gli aspetti “nobili” dell’amore – che in ultima analisi rimandano all’amor di Dio –   contrapposta alla Venere Terrena (o Vulgare) che viceversa simboleggia gli aspetti “deteriori” di questo sentimento: la vanità, la caducità delle passioni e la lascivia.

## Riferimenti stilistici

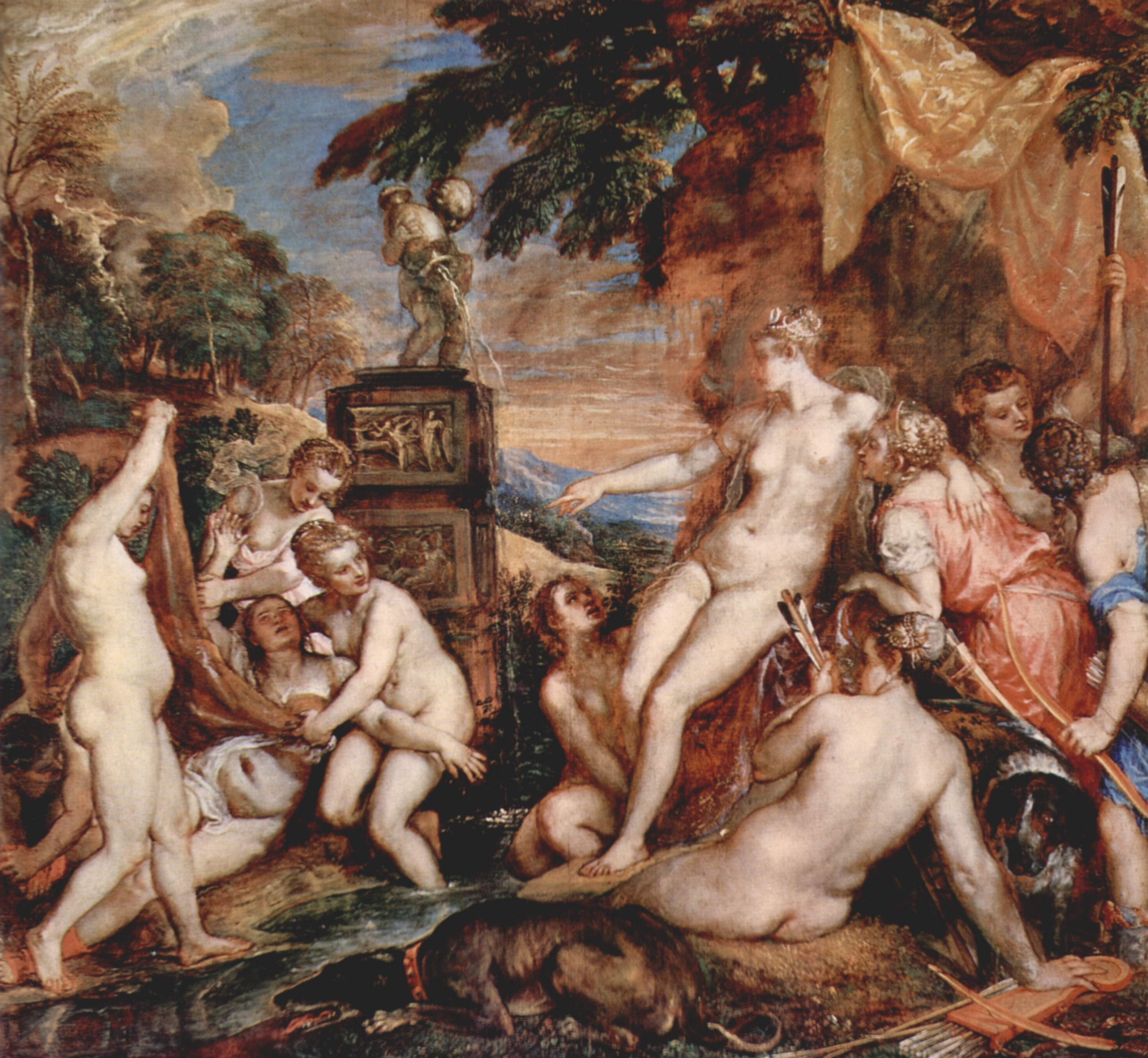
Tiziano, Diana e Callisto, 1559, Madrid, Museo del Prado

La Venere degli Uffizi è con evidenza il prodotto del forte influsso esercitato dalla pittura veneziana su Annibale Carracci nel periodo che va dalla fine degli anni ottanta del Cinquecento sino al suo trasferimento a Roma (nel 1595).
Ne è prova già il tema trattato, ricchissima essendo la tradizione lagunare di dipinti dedicati a Venere (ed altre figure mitologiche) dalla conturbante nudità. Lo stesso dicasi per le gamme cromatiche di rossi, di bruni e di ori la cui reazione alla luce determina notevoli effetti tonali.
Si è ipotizzato che la figura di Venere sia stata ripresa da quella di una ninfa  che compare (in basso a destra) nel capolavoro di Tiziano Diana e Callisto (1559). Di certo, però, Annibale non poté avere conoscenza diretta di questo dipinto che fu inviato in Spagna già nell’anno della sua esecuzione. Ne esiste però un’incisione di Cornelis Cort, che potrebbe essere stata il modello seguito dal Carracci.
Bellissima nel dipinto è anche la resa di molti particolari: l’acconciatura di Venere, in cui sono inserite delle perle, il raffinato cuscino su cui poggia la dea, il piccolo brano di prato nell’estremità inferiore, dove spuntano delle margherite.
Le tante copie note di questo quadro testimoniano l’apprezzamento che esso ricevette: tra queste spicca quella del Chrysler Museum, in Virginia, di qualità tale che da taluni è reputata una replica autografa dello stesso Annibale .
Chiaramente connessa alla tela degli Uffizi è un'incisione del Carracci, di pochi anni successiva, raffigurante, secondo due diverse interpretazioni, Venere insidiata da un satiro ovvero Giove ed Antiope.

## Altre immagini

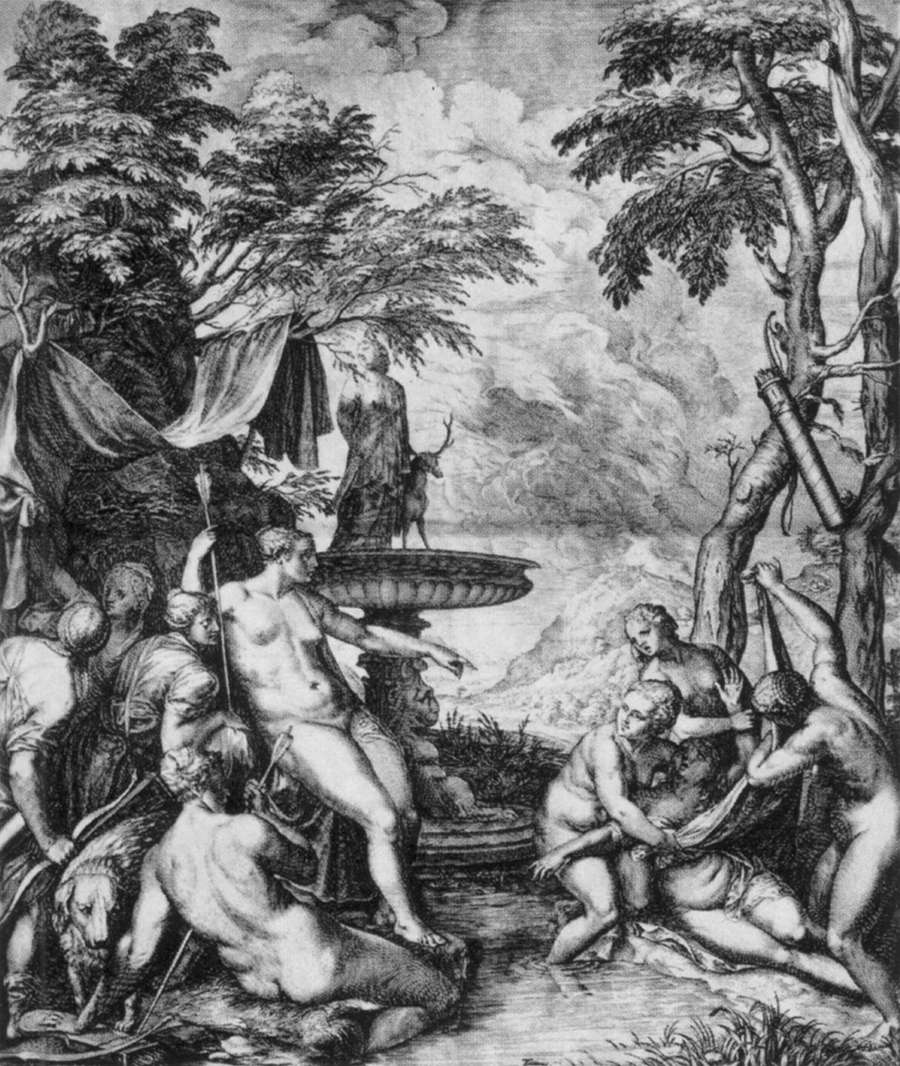
Cornelis Cort,  Diana e Callisto, incisione da Tiziano, 1566, Londra, British Museum
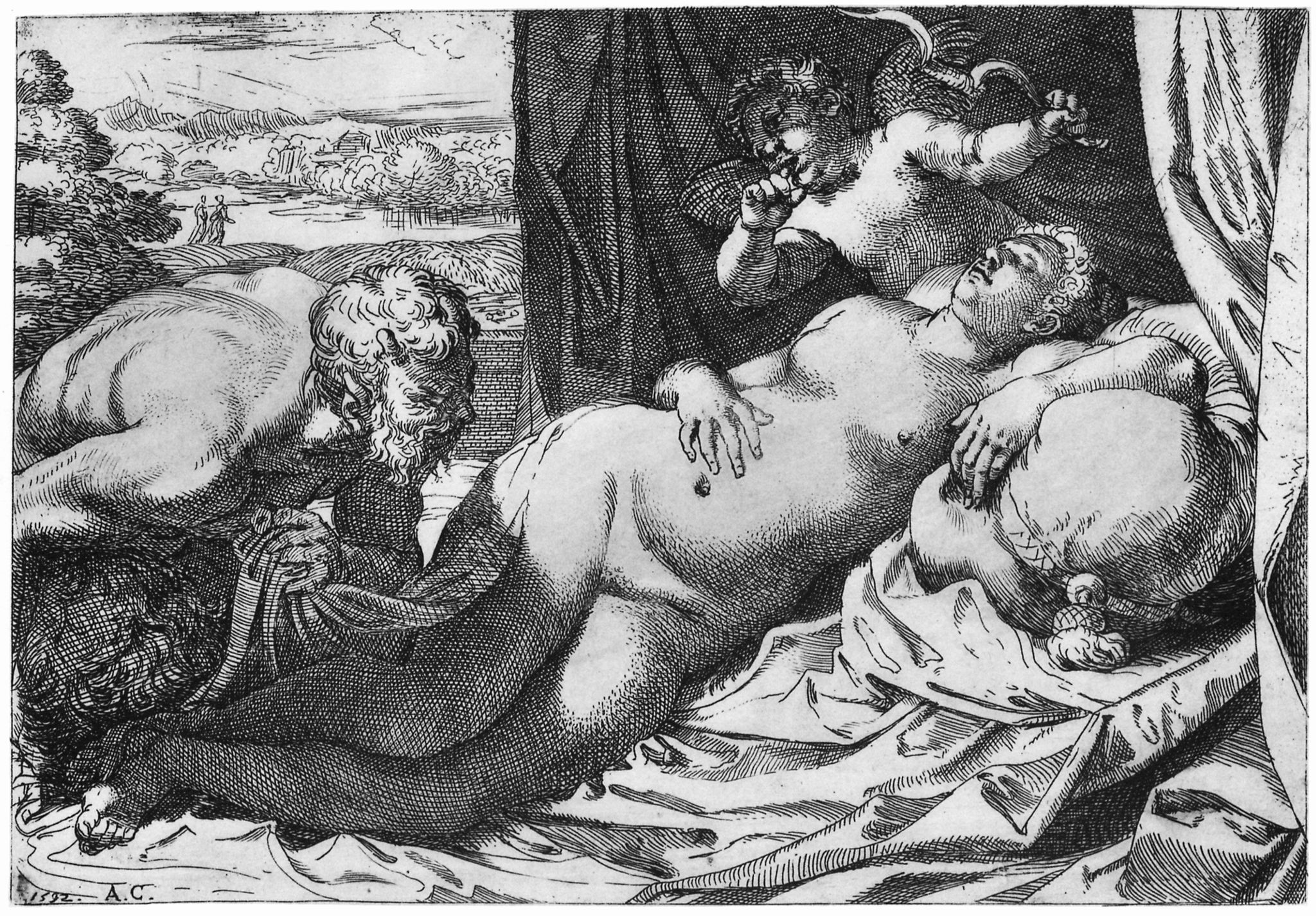
Annibale Carracci, Giove e Antiope (o Venere insidiata da un Satiro), 1592,  Karlsruhe, Staatliche Kunsthalle Karlsruhe
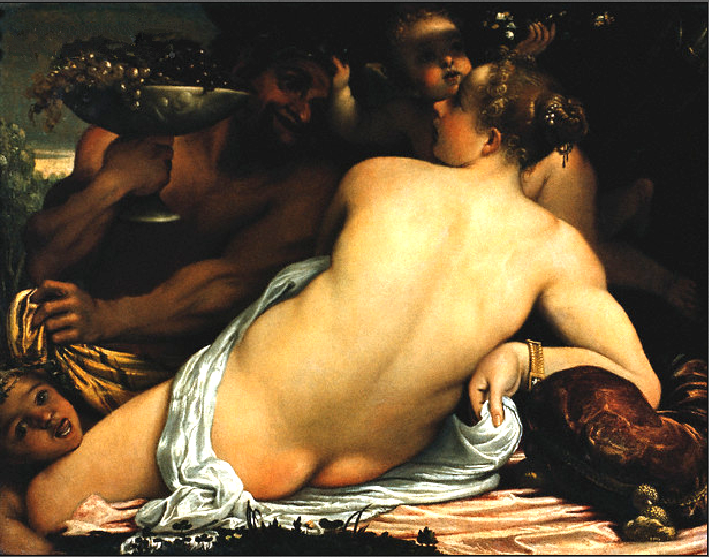
La copia o replica del Chrysler Museum